# Aoubellil
Aoubellil (em árabe: عقب الليل) é um município localizado na província de Aïn Témouchent, no noroeste da Argélia. Em 2010, sua população era de 4 894 habitantes.